# Gewoon vliegend draakje
Het gewoon vliegend draakje (Draco volans) is een hagedis uit de familie agamen (Agamidae).

## Naamgeving
De wetenschappelijke naam werd voor het eerst voorgesteld door Carl Linnaeus in 1758 in Systema naturae. De agame werd later onder verschillende andere wetenschappelijke namen beschreven, zoals Draco praepos, Draco major, Draco minor, Draco fuscus  en Draco viridis. Dergelijke wetenschappelijke namen worden wel synoniemen genoemd.
De Nederlandstalige naam slaat op het vermogen om stukjes te zweven, van vliegen is dus geen sprake. De geslachtsnaam Draco betekent 'draak' en de soortaanduiding volans is afgeleid van het Latijnse volāre, dat 'vliegen' betekent.

## Uiterlijke kenmerken
De totale lichaamslengte is ongeveer 22 centimeter, waarbij de kopromplengte ongeveer 8 cm beslaat. De lichaamskleur is bruin tot bruingrijs, maar er zijn erg veel kleurvariaties; soms zijn de dieren geheel groen. De keelzak van het mannetje is felgeel en die van het vrouwelijke dier lichtblauw met donkerblauwe of zwarte vlekken. De 'vleugels' onthullen als ze uitgevouwen zijn vaak motieven die doen denken aan de vleugels van de dagpauwoog; oranje bij de vleugelrand, geel bij de flank en een wit-omrand, zwart 'oog' aan de punt, het oranje en gele deel is licht gevlekt met kleine bruine vlekken. Deze felle kleuren dienen als schrikkleur, als de agame de huidflappen opzet komen ineens felle kleuren tevoorschijn zodat vijanden worden afgeschrikt.

## Verspreidingsgebied en habitat
Het gewoon vliegend draakje komt voor in delen van Azië en leeft in de landen Maleisië, de Filipijnen, de Molukken en Indonesië. Er is niet veel bekend over de levenswijze van deze agame, omdat de soort zeer moeilijk in gevangenschap te houden is; dit dier heeft veel ruimte nodig.
De hagedis wordt aangetroffen in tropische en subtropische bossen. De habitat bestaat uit beboste oevers van rivieren, beekjes en meren. De hagedis leeft op een hoogte van ongeveer 1500 meter boven zeeniveau.

### Beschermingsstatus
Door de internationale natuurbeschermingsorganisatie IUCN is de beschermingsstatus 'veilig' toegewezen (Least Concern of LC).

## Levenswijze

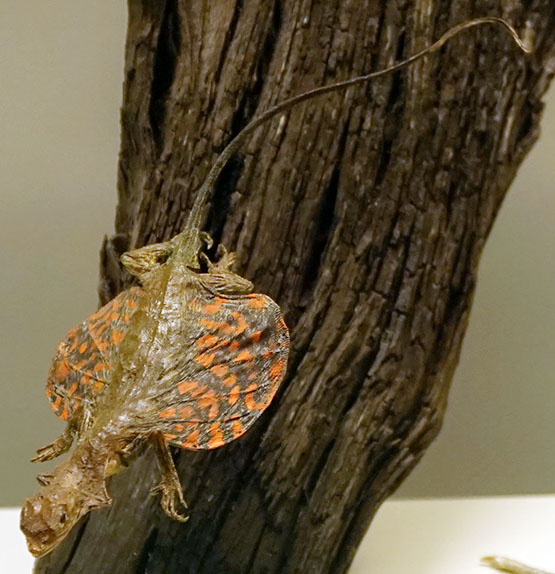
Een opgezet exemplaar

Deze soort kan maximaal 25 centimeter lang worden, waarvan twee derde bestaat uit de staart. Er zijn ook vliegende gekko's, maar deze maken gebruik van huidflappen. Vliegende draakjes hebben zes of zeven opvouwbare ribben ter versteviging en de 'vleugels' zijn hierdoor veel stugger. Net als vleermuizen vingers hebben met grote dunne huidflappen, maar veel minder ontwikkeld. Het gewoon vliegend draakje kan alleen de ribben uitklappen en omlaag zweven, niet opstijgen.
Het zweefvermogen dient om van predatoren af te komen. Van bovenaf heeft het dier een bijna rond contour en lijkt enigszins op een frisbee, hoewel de agame uiteraard niet ronddraait. Al zwevend kan een afstand worden overbrugd van 200 meter, veel verder dan de vliegende gekko (Gekko kuhli) of de Maleise vliegende boomkikker (Rhacophorus reinwardtii) doen. De ribben kunnen ook worden uitgeklapt bij predatie; een slang kan de agame niet bijten omdat deze niet in de bek past. Ook kan de hagedis snel langs de bomen omhoog rennen, de huidflappen zijn dan opgevouwen.
Op het menu staan vooral mieren en waarschijnlijk ook andere ongewervelden. De vrouwtjes zetten eieren af, dit zijn er steeds twee tot zes per keer. De incubatietijd is ongeveer een maand.